# Србија на Европском првенству у атлетици на отвореном 2012.
Србија је учествовала на 21. Европском првенству на отвореном 2012 одржаном у Хелсинкију, Финска, од 27. јуна до 1. јула. Ово је било треће европско првенство на отвореном од 2006. године од када Србија учествује самостално под овим именом. 
На првенству у Хелсинкију Србију је представљало 11 спортиста (7 мушкараца и 4 жене) који су се такмичили у 8 дисциплина.
Освајањем сребрне медаље Емир Бекрић је ушао у историју српског атлетског спорта освојивши прву медаљу за Србију на европским првенствима у мушкој конкуренцији. Истовремено ово је био први пут када је Србија освојила две медаље. Ово су биле прве медаље за српске атлетичаре у мушкој конкуренцији на европским првенствима после 22 године. Последњу медаљу освојио је Драгутин Топић у 1990 у Сплиту.

Поред сребрне медаље Емир Бекрић је у полуфиналној трци 400 м са препонама поставио нови национални рекорд 49,37 сек. 
У укупном пласману Србија је са једном сребрном и једном бронзаном медаљом поделила са Литванијом 20. место. У мушкој конкуренцији је била 14, а на табели успешности земаља према бодовима које је освојило осам првопласираних (финалиста) у свим дисциплинама 19. место са 5 пласмана и 21 бодом.

## Освајачи медаља

### Сребро
- Емир Бекрић — 400 метара препоне

### Бронза
- Асмир Колашинац — бацање кугле

## Учесници
| Бр. | Дисциплина    | Мушкарци                          | Жене              | Укупно |
| --- | ------------- | --------------------------------- | ----------------- | ------ |
| 1   | 1.500 м       | Горан Нава                        | Марина Мунћан     | 2      |
| 2   | 400 м препоне | Емир Бекрић                       |                   | 1      |
| 3   | Скок увис     | Драгутин Топић                    |                   | 1      |
| 4   | Скок удаљ     |                                   | Ивана Шпановић    | 1      |
| 5   | Бацање кугле  | Асмир Колашинац Божидар Антуновић |                   | 2      |
| 6   | Бацање диска  |                                   | Драгана Томашевић | 1      |
| 7   | Бацање копља  |                                   | Татјана Јелача    | 1      |
| 8   | Десетобој     | Михаил Дудаш Игор Шарчевић        |                   | 2      |
|     | Укупно (8)    | 7                                 | 4                 | 11     |

## Резултати

### Мушкарци
| Атлетичар         | Дисциплина    | Лични рекорд | Квалификације | Квалификације | Полуфинале       | Полуфинале | Финале           | Финале   | Детаљи |
| Атлетичар         | Дисциплина    | Лични рекорд | Резултат      | Место         | Резултат         | Место      | Резултат         | Место    | Детаљи |
| ----------------- | ------------- | ------------ | ------------- | ------------- | ---------------- | ---------- | ---------------- | -------- | ------ |
| Горан Нава        | 1.500 м       | 3.38,02      | 3:41,96       | 8 у гр. 1 кв  |                  |            | 3:47,74          | 8 / 28   | [ 1 ]  |
| Емир Бекрић       | 400 м препоне | 49,55 НР     | 50,73         | 4 у гр. 4 КВ  | 49,37 КВ, НР     | 1 у гр. 1  | 49,49            |          | [ 2 ]  |
| Драгутин Топић    | скок увис     | 2,38 НР      | 2,10          | 14 у гр. А    |                  |            | Није се пласирао | =30 / 32 | [ 3 ]  |
| Асмир Колашинац   | бацање кугле  | 20,50        | 19,62         | 5 у гр. А кв  | 20,36            |            | [ 4 ]            |          |        |
| Божидар Антуновић | бацање кугле  | 19,85        | 18,69         | 11 у гр. Б    | Није се пласирао | 21 / 26    | [ 5 ]            |          |        |

Десетобој
| Дисциплина   | Михаил Дудаш | Михаил Дудаш | Михаил Дудаш | Михаил Дудаш |
| Дисциплина   | Лич. рек.    | Рез.         | Бод.         | Плас.        |
| ------------ | ------------ | ------------ | ------------ | ------------ |
| 100 м        | 10,71        | 10,81        | 903          | 3            |
| Скок удаљ    | 7,63         | 7,36         | 900          | 4            |
| Бацање кугле | 13,76        | 13,64        | 706          | 15           |
| Скок увис    | 2.04         | 1,97         | 776          | 12           |
| 400 м        | 47,47        | 48,02        | 908          | 1            |
| 110 препоне  | 14,80        | 14,78 ЛР     | 876          | 14           |
| Бацање диска | 44,70        | 43.55        | 737          | 6            |
| Скок мотком  | 4,90         | 4,80         | 849          | 7            |
| Бацање копља | 58,93        | 59,98 ЛР     | 738          | 5            |
| 1.500 м      | 4:24,30      | 4:27.54      | 761          | 4            |
| Укупно       | 8.256 НР     |              | 8.154        | 4            |

| 100 м         |       | 11,15         | 827                    | 16                     |
| Скок удаљ     |       | 6,54          | 707                    | 24                     |
| Бацање кугле  |       | 14,86         | 781                    | 4                      |
| Скок увис     |       | Није стартова | Није стартова          | Није стартова          |
| 400 м         |       |               |                        |                        |
| 110 м препоне |       |               |                        |                        |
| Бацање диска  |       |               |                        |                        |
| Скок мотком   |       |               |                        |                        |
| Бацање копља  |       |               |                        |                        |
| 1.500 м       |       |               |                        |                        |
| Укупно        | 7.995 |               | Није завршио такмичење | Није завршио такмичење |

### Жене
| Атлетичарka       | Дисциплина   | Лични рекорд | Квалификације | Квалификације | Полуфинале        | Полуфинале | Финале   | Финале  | Детаљи |
| Атлетичарka       | Дисциплина   | Лични рекорд | Резултат      | Место         | Резултат          | Место      | Резултат | Место   | Детаљи |
| ----------------- | ------------ | ------------ | ------------- | ------------- | ----------------- | ---------- | -------- | ------- | ------ |
| Марина Мунћан     | 1.500 м      | 4:08,02 НР   | 4:12,33       | 7 у гр. 1 кв  |                   |            | 4:15,63  | 12 / 26 | [ 7 ]  |
| Ивана Шпановић    | скок удаљ    | 6,78 НР      | 6,33          | 11 у гр. А    | Није се пласирала | 15 / 30    | [ 8 ]    |         |        |
| Драгана Томашевић | бацање диска | 63,63 НР     | 61,65         | 3 у гр. Б КВ  | 58,34             | 9 / 25     | [ 9 ]    |         |        |
| Татјана Јелача    | бацање копља | 60,35 НР     | 57,29 ЛРС     | 7 у гр. Б кв  | 57,58 ЛРС         | 7 / 23     | [ 10 ]   |         |        |

 НР = Национални рекорд, ЛР = Лични рекорд, ЛРС =- најбољи лични резултат сезоне (лични рекорд сезоне), КВ = квалификован прпо резултату, кв = квалификован по пласману